# Пирош, Ласло
Ласло Пирош (венг. Piros László; 10 мая 1917, Бекеш — 13 января 2006, Сегед) — венгерский коммунист, министр внутренних дел ВНР в 1954—1956 годах. Второй и последний руководитель Управления госбезопасности. Руководил политическими репрессиями в последний период правления Матьяша Ракоши. Принадлежал к окружению Эрнё Герё. Во время Венгерского восстания снят с должности и бежал в СССР. После подавления восстания вернулся в Венгрию, был директором завода по производству салями.

## Война и плен
Родился в крестьянской семье. После шести классов начальной школы, в 13-летнем возрасте стал учеником мясника. В 1934—1939 работал мясником в Будапеште.
В 1939 был призван на военную службу в пограничной охране. В конце 1941 направлен на советско-германский фронт Второй мировой войны. Участвовал в боях с советскими войсками. В 1943 был взят в плен под Воронежем.
В лагере военнопленных Ласло Пирош примкнул к антифашистскому движению. Прошёл обучение на военно-диверсионных курсах. Участвовал в советском партизанском движении.

## В коммунистическом руководстве
Ласло Пирош вернулся в Венгрию в январе 1945 года. Вступил в Коммунистическую партию Венгрии. Первоначально состоял в партийной комиссии по промышленности и торговле. Был избран в новый парламент как представитель компартии.
С 1948 Ласло Пирош — член ЦК ВПТ. Возглавлял прокоммунистический профсоюз работников пищевой промышленности. С 1950 — кандидат в члены политбюро ЦК.
В 1950 году Пирош был переведён в систему МВД и назначен начальником пограничной службы в звании генерал-майора. Входил в ближайшее окружение Эрнё Герё. После того, как в июне 1953 Герё занял пост министра внутренних дел, Ласло Пирош стал его заместителем и директором Управления государственной безопасности (впоследствии — AVH).
6 июня 1954 Пирош сменил Герё во главе МВД и AVH. Возглавлял аппарат политических репрессий в последний период правления Матьяша Ракоши. Руководил также партийными чистками — в частности, вёл дело своего предшественника в руководстве AVH Габора Петера, обвинённого в «сионистском заговоре». В то же время Пирош участвовал в комиссии, рассматривавшей дела о реабилитации жертв репрессий до 1953 года. С его санкции в октябре 1956 года были арестованы за «нарушения соцзаконности» бывший министр обороны Михай Фаркаш и его сын подполковник AVH Владимир Фаркаш.

## Восстание и отставка
23 октября 1956 года началось антикоммунистическое Венгерское восстание. Пирош, как и Герё, выступал за силовое подавление. Однако 26 октября премьер-министр Имре Надь снял Ласло Пироша с министерского поста (29 октября было объявлено о расформировании AVH). Отстранение Пироша было согласовано с советским руководством.
29 октября Ласло Пирош вместе с Эрнё Герё и Андрашем Хегедюшем бежал в СССР. Это обстоятельство спасло их и Пироша от возможной расправы со стороны повстанцев.

## Возвращение в хозяйственники
В августе 1958 Ласло Пирош получил от Яноша Кадара разрешение вернуться в Венгрию. К политической деятельности Пирош не допускался, не был принят в ВСРП, в 1957 аннулированы его депутатские полномочия.
Соответственно своей гражданской профессии, Ласло Пирош был направлен на завод по производству салями в Сегеде. Работал главным инженером. С 1969 по 1977 занимал пост директора, организовал реконструкцию завода.
Пирош считался в ВНР эффективным хозяйственником. Его прежняя деятельность стала постепенно забываться. Он был принят в ВСРП и даже кооптирован в Сегедский горком партии.
В период демонтажа коммунистического режима в Венгрии Ласло Пирош давно находился на пенсии. Политических выступлений с его стороны не отмечалось. Скончался в возрасте 88 лет.
Ласло Пирош был женат, имел трёх сыновей и дочь.